# Viridigona papallacta
Viridigona papallacta är en tvåvingeart som beskrevs av Stefan Naglis 2003. Viridigona papallacta ingår i släktet Viridigona och familjen styltflugor.
Artens utbredningsområde är Ecuador. Inga underarter finns listade i Catalogue of Life.